# Igreja de Santiago Apóstolo (Villa del Prado)

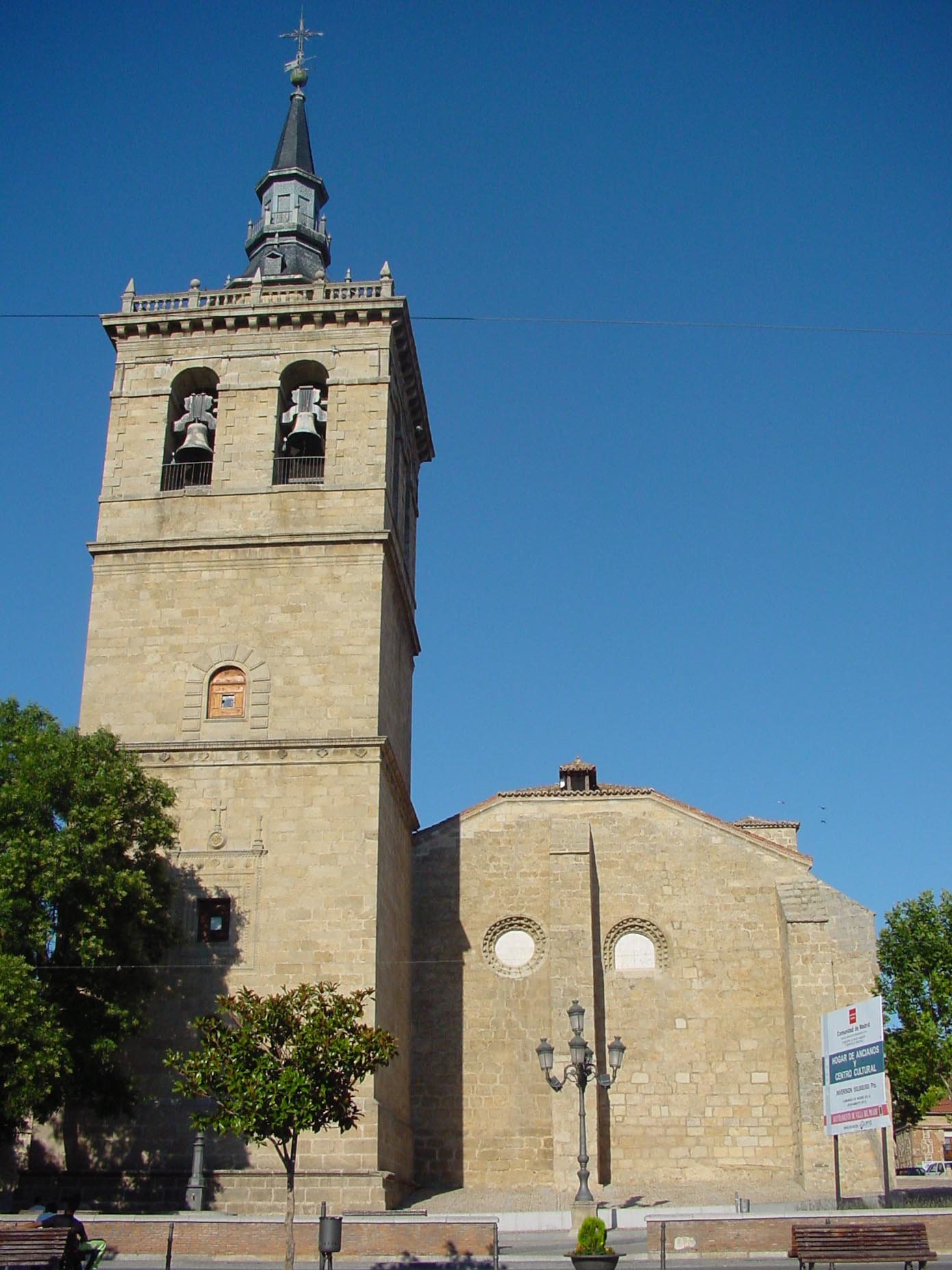
Vista frontal da igreja

A Igreja de Santiago Apóstol (Espanhol: Iglesia Parroquial de Santiago Apóstol) é uma igreja localizada em Villa del Prado, na Espanha. Foi declarada como um Bien de Interés Cultural em 1981.